# José Antonio Malagón Rubio
José Antonio Malagón Rubio (Elche, España, 28 de mayo de 1988), más conocido como Josete, es un futbolista español. Juega de defensa y su equipo es el Xerez C. D. de la Segunda Federación.

## Trayectoria
Se formó en la cantera del Elche Club de Fútbol siendo fichado en 2010 por el Deportivo Alavés. En 2011 firmaba por el Zamora Club de Fútbol, equipo en el que permaneció hasta diciembre de 2012, fecha en la que rescindió para incorporarse al Cádiz Club de Fútbol con el que jugó durante tres temporadas.
En las filas del conjunto gaditano fue titular indiscutible durante las dos primeras campañas en las que se convirtió en capitán del equipo y en la primera parte de la temporada 2015-16 disputó 17 partidos, antes de rescindir su contrato.
El 22 de enero de 2016 firmó como jugador del Real Oviedo para lo que restaba de temporada 2015-16, con opción a una más.
En 2017, tras el descenso del Elche C. F. a Segunda División B, se convirtió en jugador del C. D. Lugo con el que jugó las temporadas 2017-18 y 2018-19 en las que disputó una cifra de 51 encuentros. En junio de 2019 finalizó su contrato, pero dos meses después, volvería al club del Anxo Carro para disputar la temporada 2019-20.
El 25 de agosto de 2020 fichó por el UCAM Murcia C. F. En agosto de 2022, una vez abandonó el conjunto universitario, estuvo entrenando con el Xerez Deportivo F. C., aunque finalmente firmó por el C. F. Talavera el 3 de octubre. Esa temporada la terminó en el C. D. Badajoz, equipo al que se unió el 31 de enero de 2023.
En la temporada 2024-25, el Xerez CD anunció el fichaje de Josete, una incorporación que generó cierta controversia entre la afición debido a su avanzada edad y a los comentarios críticos provenientes de seguidores de sus anteriores equipos. Sin embargo, a lo largo del curso, Josete logró ganarse el respeto y el cariño de la afición xerecista gracias a su notable rendimiento sobre el terreno de juego, consolidándose como el líder de la defensa jerezana. Disputó más de 2.800 minutos y anotó dos goles, convirtiéndose en una de las piezas clave del equipo.
De cara a la temporada 2025-26, Josete fue el primer jugador en renovar su compromiso con el Xerez CD, una noticia recibida con entusiasmo por parte del entorno del club, al considerarse una pieza fundamental sobre la que construir los pilares del nuevo proyecto deportivo.

## Clubes
| Club                  | País   | Año             |
| --------------------- | ------ | --------------- |
| Elche C. F. Ilicitano | España | 2009-2010       |
| Deportivo Alavés      | España | 2010-2011       |
| Zamora C. F.          | España | 2011-2013       |
| Cádiz C. F.           | España | 2013-2016       |
| Real Oviedo           | España | 2016            |
| Elche C. F.           | España | 2016-2017       |
| C. D. Lugo            | España | 2017-2020       |
| UCAM Murcia C. F.     | España | 2020-2022       |
| C. F. Talavera        | España | 2022-2023       |
| C. D. Badajoz         | España | 2023            |
| A. C. Torrellano      | España | 2024            |
| Xerez C. D.           | España | 2024-actualidad |